# St. Stephan (Bühl am Alpsee)

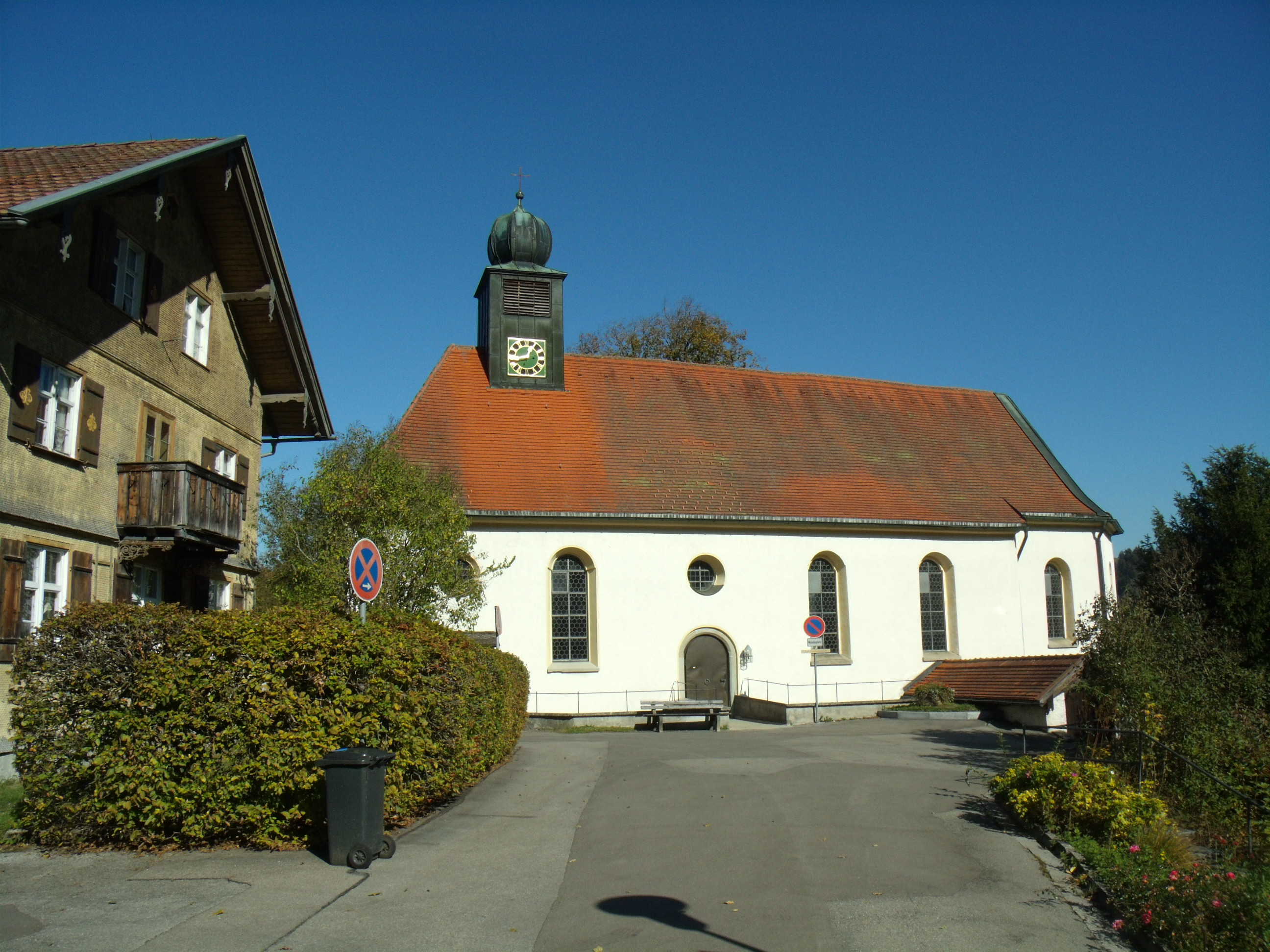
St. Stephan in Bühl am Alpsee

St. Stephan ist die römisch-katholische Pfarrkirche in Bühl am Alpsee, einem Stadtteil von Immenstadt im schwäbischen Landkreis Oberallgäu in Bayern. Das denkmalgeschützte Bauwerk ist in der Liste der Baudenkmäler in Immenstadt im Allgäu  unter der Nr. D-7-80-124-42 eingetragen. Die Pfarrei gehört zum Dekanat Sonthofen des Bistums Augsburg.

## Beschreibung

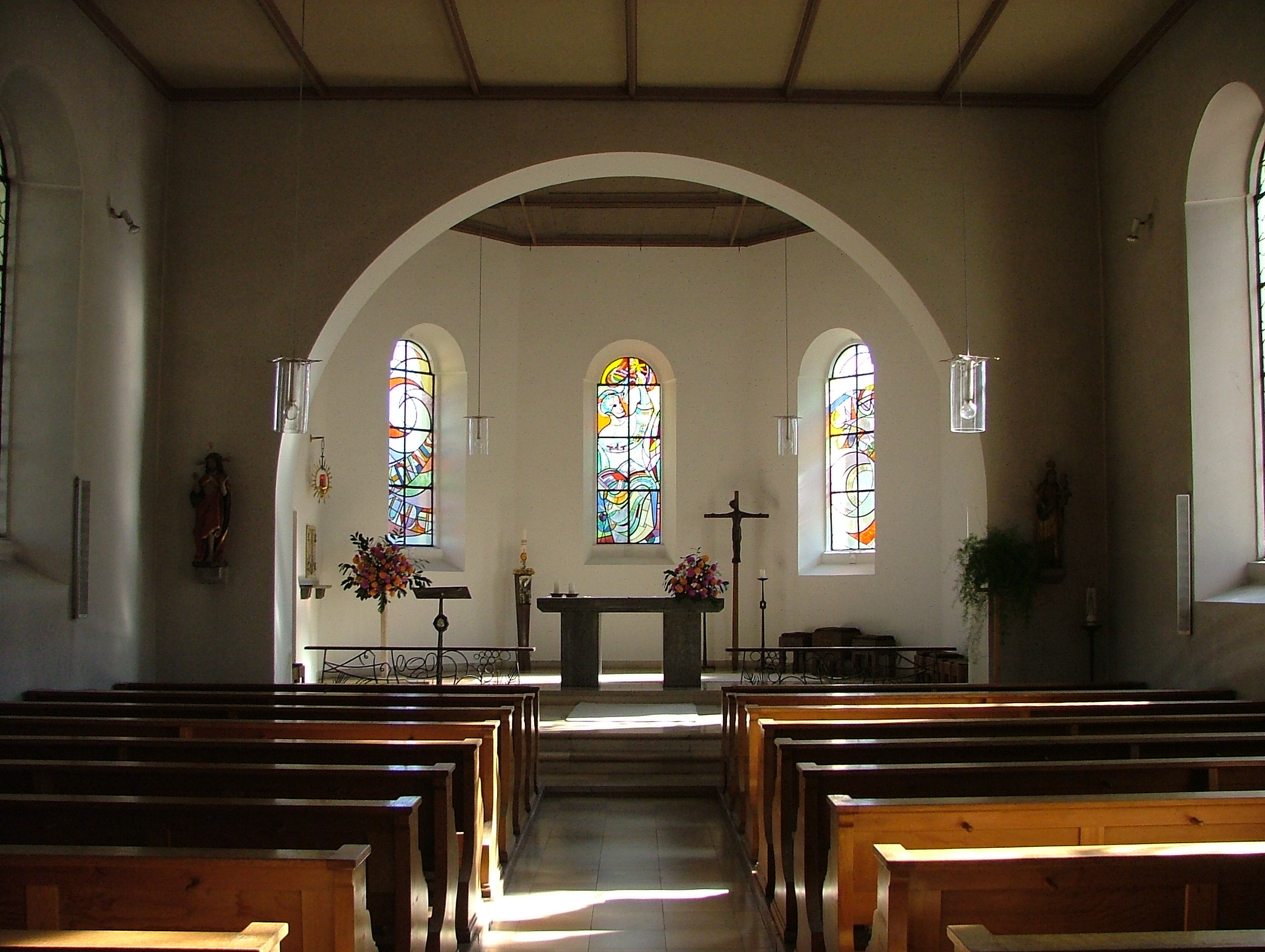
Blick zum Chor

Über der Krypta, die dem Heiligen Grab in Jerusalem nachgebildet ist, erhebt sich die nach einem Entwurf von Michael Kaufmann 1667/68 erbaute Saalkirche. Sie besteht aus einem Langhaus, das nach Plänen von Michael Kurz 1952/53 nach Westen verlängert wurde, und einem eingezogenen, dreiseitig geschlossenen Chor im Osten. Aus dem Satteldach des Langhauses erhebt sich im Westen ein quadratischer Dachreiter, der die Turmuhr und den Glockenstuhl beherbergt, und der mit einer Zwiebelhaube bedeckt ist. 
Der Innenraum des Langhauses ist mit einem Tonnengewölbe überspannt, der des Chors mit einem Stichkappengewölbe.